# Thomas Stegherr
Thomas Stegherr (* 4. Juli 1974 in Augsburg) ist ein deutscher Schauspieler.

## Beruflicher Werdegang
Thomas Stegherr begann nach seinem Abitur und dem Zivildienst 1993 seine Tätigkeit an den Städtischen Bühnen Augsburg. Er stand dort in den Produktionen Mutter Courage, Die lustige Witwe, My Fair Lady, Die Bernauerin, Eine Nacht in Venedig, Don Carlos und Die Liebe zu den drei Orangen auf der Bühne. Parallel dazu arbeitete er dort als Regieassistent und Hospitant im Bereich Musik- und Sprechtheater u. a. für Herbert Kreppel (Eine Nacht in Venedig), Assaf Levin (Don Carlo) und Friederike Vielstich (Hamlet).
1996 begann er seine Schauspielausbildung an der Neuen Münchner Schauspielschule von Ali Wunsch-König, die er 1999 abschloss. Er wurde zeitgleich in die ZAV-Agentur aufgenommen, von der er bis heute vertreten wird. Thomas Stegherr lebt in München.
Thomas Stegherr steht seit 2004 immer wieder in der Komödie im Bayerischen Hof (München) auf der Bühne und gehört neben seinen zahlreichen Rollen in Kindermusicals zum dortigen Ensemble der Feuerzangenbowle. Diese Inszenierung von Karl Absenger erlangte mit über 400 Vorstellungen in 16 Spielzeiten Kultstatus in der Münchener Theaterszene. Zu den insgesamt 20 Stücken, die Thomas Stegherr an der Komödie im Bayerischen Hof gespielt hat, gehören u. a. Extrawurst, Willkommen bei den Hartmanns, Halbe Wahrheiten und zuletzt Stille Nacht im Amtsgericht (2024/2025).
In drei Spielzeiten von 2013 bis 2015 war Thomas Stegherr bei den Festspielen Heppenheim engagiert, stand dort in insgesamt 6 Produktionen auf der Bühne und verkörperte u. a. Jupiter in Heinrich von Kleists Amphitryon, Knuzius in Zuckmayers Der fröhliche Weinberg und Schnauz in Shakespeares Sommernachtstraum.
Weitere Engagements führten ihn ans Landestheater Rheinland-Pfalz (Schloßtheater Neuwied) (2024) und ans Kleine Theater Haar (2023–2025).
Neben Bühne und Fernsehen ist Thomas Stegherr auch für diverse Synchron-Studios als Sprecher und Dialogbuch-Autor tätig. Zu den Spielfilmen und TV-Serien, für die er deutsche Synchron-Fassungen geschrieben hat, gehören Maman & Ich, Hearts Of Spring, Liv & Maddie (Disney), Bizaardvark (Disney), Marvel's Runaways (Disney), Bunk'd (Disney) und Looking (HBO).

## Theaterproduktionen (Auswahl)
Akademietheater (München)
- Don Juan (Inszenierung: Michael W. Stallknecht, Rolle: Pierrot)

Junges Schauspiel Ensemble München
- Die Weisse Rose (Rolle: Christoph Probst)
- Medea (Rolle: Jason)
- Mit dem Gurkenflieger in die Südsee (Rolle: Herod)

Komödie im Bayerischen Hof, München
- 2004–2023 Die Feuerzangenbowle (Inszenierung: Karl Absenger, Rolle: Melworm)
- 2006 Luzi der Schutzengel (Inszenierung: Peter M. Preissler, Rolle Gabriel/Christian)
- 2007 Till Eulenspiegel (Inszenierung: Peter M. Preissler, Rolle: Elektro-Ede)
- 2008 Die Bremer Stadtmusikanten (Inszenierung: Peter M. Preissler, Rolle: Jojo, der Hahn)
- 2008 Endlich Allein (Inszenierung: Thomas Stroux, Rolle: Elliott)
- 2009–2011 Lauf doch nicht immer weg! (Inszenierung: Claus Helmer, Rolle: Ungebetener Gast)
- 2009 Ritter Kamenbert (Inszenierung: Peter M. Preissler, Rolle: Quargel)
- 2010 Der Feuervogel (Inszenierung: Peter M. Preissler, Rolle: Katschei)
- 2011 Nils Holgersson (Inszenierung: Peter M. Preissler, Rolle: Gorgo, Goldauge, Gunter von Ganter u. a.)
- 2012 Anton – Das Mäusemusical (Inszenierung: Peter M. Preissler) (Regieassistenz)
- 2013 An der Arche um Acht (Inszenierung: Peter M. Preissler) (Rolle: Pinguin Nr. 1)
- 2015 Die Weihnachtsgans Auguste (Inszenierung: Peter M. Preissler) (Rolle: Fräulein Therese)
- 2016 Hamlet und die Racker (Inszenierung: Peter M. Preissler) (Rollen: Baby Biber / Bauer Schmidt-Wiedehopf)
- 2017 Rumpelstilzchen (Inszenierung: Peter M. Preissler) (Rolle: Holzkopf)
- 2018 Aschenputtels Schwestern (Inszenierung: Peter M. Preissler) (Rolle: Johann)
- 2019 Dornröschen und die vier Feen (Inszenierung: Peter M. Preissler) (Rolle: Fee Malaria)
- 2020–2021 Wer hat Angst vorm Weissen Mann (Inszenierung: René Heinersdorff) (Rollen: Ludwig Hackl, Helmut Kirschner, Herr Rupprecht, Herr Konrad)
- 2020 Halbe Wahrheiten (Relatively Speaking) (Inszenierung: Anatol Preissler) (Rolle: Flo/Greg)
- 2021 Willkommen bei den Hartmanns (Inszenierung: Peter M. Preissler) (Rolle: Philip)
- 2022 Extrawurst (Inszenierung: Michael von Au) (Rolle: Matthias)
- 2024/2025 Stille Nacht im Amtsgericht (Inszenierung: Stephanie Schimmer) (Rolle: Staatsanwalt)

Kleines Theater Haar
- 2023–2025 Der Räuber Hotzenplotz (Inszenierung: Winfried Frey) (Rolle: Petrosilius Zwackelmann / Wachtmeister Dimpfelmoser)

Landestheater Rheinland-Pfalz / Schloßtheater Neuwied
- 2024 Nur ein Tag (Inszenierung: Michael von Au) (Rolle: Wildschwein)

Festspiele Heppenheim
- 2013: Ein Sommernachtstraum (Inszenierung: Martin Böhnlein) (Rollen: Schnauz (Wand), Motte)
- 2013: Der süsseste Wahnsinn (Inszenierung: Pia Hänggi) (Rolle: Otis)
- 2014: Der fröhliche Weinberg (Inszenierung: Claudia Wehner) (Rolle: Knuzius)
- 2014: Doppelt leben hält besser (Inszenierung: Pia Hänggi) (Rolle: Bobby)
- 2015: Auf und davon (Inszenierung: Martin Böhnlein) (Rolle: Zimmerkellner)
- 2015: Amphitryon (Inszenierung: Pia Hänggi) (Rolle: Jupiter)

## Fernsehproduktionen (Auswahl)
- Tatort (ARD)
- SOKO 5113 (ZDF)
- Fast ein Gentleman (ZDF)
- Der Alte (ZDF)
- Sturm der Liebe (ARD)
- Marienhof (ARD)
- Lotta in Love (PRO7)
- Vorsicht Falle! (ZDF)

## Produktionen als Synchronbuchautor
- Looking (HBO)
- Maman & Ich
- Liv und Maddie (Disney)
- Hearts Of Spring
- Bizaardvark (Disney)
- Camp Kikiwaka (Disney)
- Marvel Runaways (Disney)